# Amt Ludwigslust-Land
Amt Ludwigslust-Land – niemiecki związek gmin leżący w kraju związkowym Meklemburgia-Pomorze Przednie, powiecie Ludwigslust-Parchim. Siedziba związku znajduje się w mieście Ludwigslust. Powstał 1 stycznia 2005.
W skład związku wchodzi jedenaście gmin wiejskich (Gemeinde):
1. Alt Krenzlin
2. Bresegard bei Eldena
3. Göhlen
4. Groß Laasch
5. Lübesse
6. Lüblow
7. Rastow
8. Sülstorf
9. Uelitz
10. Warlow
11. Wöbbelin

26 maja 2019 gmina Leussow została przyłączona do gminy Göhlen.